# دوروثي جوردن (ممثلة)
دوروثي جوردن (بالإنجليزية: Dorothy Jordan)‏ هي ممثلة أمريكية، ولدت في 9 أغسطس 1906 في الولايات المتحدة، وتوفيت في 7 ديسمبر 1988 بلوس أنجلوس في الولايات المتحدة.

## أعمال

### أفلام
- (1930) مين وبيل
- (1956) الباحثون

## وصلات خارجية
- دوروثي جوردن على موقع IMDb (الإنجليزية)
- دوروثي جوردن على موقع ألو سيني (الفرنسية)
- دوروثي جوردن على موقع أول موفي (الإنجليزية)
- دوروثي جوردن على موقع قاعدة بيانات برودواي على الإنترنت (الإنجليزية)
- دوروثي جوردن على موقع قاعدة بيانات الأفلام السويدية (السويدية)
- دوروثي جوردن على موقع قاعدة بيانات الفيلم (الإنجليزية)
- دوروثي جوردن على موقع كينوبويسك (الروسية)